# Championnat de Suède féminin de football 2020
Navigation
Édition précédente Édition suivante
Le championnat de Suède féminin de football 2020 est la 48e édition du championnat de Suède féminin, la 33e dans son organisation actuelle. Les douze meilleurs clubs féminins de football de Suède sont regroupés au sein d'une poule unique, la Damallsvenskan, où ils s'affrontent deux fois au cours de la saison, à domicile et à l'extérieur.
Le FC Rosengård défend son titre de championne de Suède acquis lors de la saison 2019. Umeå IK et IK Uppsala Fotboll accèdent à l'élite.

## Les équipes participantes
Umeå IK et IK Uppsala Fotboll accèdent à l'élite. Pour le premier c'est un grand retour après trois saisons en deuxième division, lui qui est le club le plus titré du football féminin en Suède. Pour le second, c'est une grande première.
| \| Djurgården Eskilstuna Göteborg Kristianstad Linköping Piteå Rosengård Vittsjö Umeå IK Växjö Uppsala Örebro \| Localisation des clubs engagés. |
| Djurgården Eskilstuna Göteborg Kristianstad Linköping Piteå Rosengård Vittsjö Umeå IK Växjö Uppsala Örebro                                       |

| Club                    | Classement 2019 | Stade                                 | Capacité    | Date de Création |
| ----------------------- | --------------- | ------------------------------------- | ----------- | ---------------- |
| FC Rosengård            | 1re             | Malmö IP                              | 7 800       | 1970             |
| Kopparbergs/Göteborg FC | 2               | Valhalla IP                           | 4 000       | 1970             |
| Vittsjö GIK             | 3               | Vittsjö IP                            | 3 000       | 1933             |
| Eskilstuna United DFF   | 4               | Tunavallen                            | 7 800       | 2002             |
| Linköpings FC           | 5               | Linköping Arena                       | 8 500       | 2003             |
| Piteå IF                | 6               | LF Arena                              | 6 000       | 1985             |
| Kristianstads DFF       | 7               | Vilans IP Kristianstads fotbollsarena | 5 000 3 080 | 1998             |
| KIF Örebro DFF          | 8               | Behrn Arena                           | 14 500      | 1920             |
| Växjö DFF               | 9               | Myresjöhus Arena                      | 12 000      | 2014             |
| Djurgårdens IF Dam      | 10              | Stockholms Olympiastadion             | 14 417      | 2003             |
| Umeå IK                 | 1er (Elitettan) | Umeå Energi Arena                     | 8 000       | 1917             |
| IK Uppsala Fotboll      | 2 (Elitettan)   | Lötens IP                             |             | 2016             |

## Compétition
Originellement le championnat devait débuter le 3 avril 2020, mais à cause de la pandémie de Covid-19 la première journée a dû être repoussée. La compétition commence en fin de compte le 27 juin 2020, l'ensemble des matchs devant se dérouler à huis clos.
Le Kopparbergs/Göteborg FC remporte la compétition pour la 1re fois de son histoire, en devançant le FC Rosengård.

### Classement
Le barème utilisé pour établir le classement est le suivant : 3 points pour une victoire, 1 point pour un match nul et 0 point pour une défaite.
| Rang | Équipe                  | Pts | J  | G  | N | P  | Bp | Bc | Diff |
| ---- | ----------------------- | --- | -- | -- | - | -- | -- | -- | ---- |
| 1    | Kopparbergs/Göteborg FC | 54  | 22 | 17 | 3 | 2  | 53 | 10 | +43  |
| 2    | FC Rosengård T          | 47  | 22 | 14 | 5 | 3  | 57 | 14 | +43  |
| 3    | Kristianstads DFF       | 45  | 22 | 14 | 3 | 5  | 48 | 29 | +19  |
| 4    | Linköpings FC           | 39  | 22 | 12 | 3 | 7  | 32 | 34 | -2   |
| 5    | Vittsjö GIK             | 31  | 22 | 9  | 4 | 9  | 34 | 35 | -1   |
| 6    | Växjö DFF               | 27  | 22 | 8  | 3 | 11 | 18 | 32 | -14  |
| 7    | KIF Örebro DFF          | 26  | 22 | 7  | 5 | 10 | 25 | 35 | -10  |
| 8    | Piteå IF                | 25  | 22 | 7  | 4 | 11 | 21 | 33 | -12  |
| 9    | Djurgårdens IF Dam      | 24  | 22 | 6  | 6 | 10 | 20 | 31 | -11  |
| 10   | Eskilstuna United DFF   | 23  | 22 | 7  | 2 | 13 | 31 | 35 | -4   |
| 11   | Umeå IK P               | 23  | 22 | 6  | 5 | 11 | 21 | 40 | -19  |
| 12   | IK Uppsala Fotboll P    | 10  | 22 | 3  | 1 | 18 | 21 | 54 | -33  |